# Valle de Aosta (coalición)
Valle de Aosta (en francés: Vallée d'Aoste, VdA) es una coalición de partidos políticos regionalistas en el Valle de Aosta, Italia.
Vallée d'Aoste o Pour la Vallée d'Aoste son las pancartas bajo las cuales la Unión Valdostana (UV) participa en las elecciones generales italianas, junto con aliados menores, que han cambiado de vez en cuando. Desde su fundación en 1992, la lista ha ganado la mayoría de las elecciones para ambas cámaras del Parlamento Italiano.
Los aliados originales de la UV dentro de VdA fueron los Autonomistas Democráticos Progresistas (ADP), formados en la fusión de los Demócratas Populares (PD) y la Unión Valdostana Progresista (UVP). En 2006, la UV, Stella Alpina (SA) y la Federación Autonomista (FA) formaron una coalición también en el gobierno regional. Después de un período de transición durante el cual la coalición liderada por la UV se reorganizó cuatro veces, en las elecciones generales de 2018 VdA estuvo compuesta por la UV, la nueva Unión Valdostana Progresista (UVP), el Partido Democrático (PD) y por Edelweiss Popular Autonomista Valdostano (EPAV).

## Historia reciente
En las elecciones generales de 2006 se formó una coalición alternativa de centroizquierda llamada Autonomía Libertad Democracia (ALD) cuando Renovación Valdostana (RV), una división de la UV, unió fuerzas con los Demócratas de la Izquierda (DS) y los partidos menores. En las elecciones, la coalición liderada por la UV, nombrada en ese momento Valle de Aosta Autonomía Progreso Federalismo (Valle de Aosta Autonomie Progrès Fédéralisme, VdA-APF), fue profundamente derrotada en ambas contiendas para el Parlamento italiano por primera vez desde 1972, cuando el UVP unió fuerzas con el Partido Comunista Italiano (PCI). En las elecciones para el escaño Valdostano en la Cámara de Diputados, Marco Viérin (SA, VdA) perdió con un 30.7% contra un 43.4% de Roberto Nicco (DS, ALD), mientras que en la elección al Senado, el senador titular Augusto Rollandin (UV, VdA) fue derrotado con un 32.0% contra un 44.2% de Carlo Perrin (RV, ALD).
La UV, SA y la FA presentaron nuevamente la lista, simplemente llamada Vallée d'Aoste, en las elecciones generales de 2008. Antonio Fosson (UV, VdA) derrotó al senador titular Perrin con un 41.4% contra un 37.4%, mientras que Ego Perron (UV, VdA) fue derrotado por el diputado titular Nicco, que se había unido al recién formado Partido Democrático (PD), 39.1% contra 37.8%. Después de dos años de ausencia, la coalición hizo su regreso al Parlamento italiano. Bajo una nueva ley electoral, que incluía coaliciones y una prima mayoritaria para la coalición ganadora, VdA participó también en las elecciones regionales de 2008, obteniendo el 62.0% de los votos y una mayoría estable en el Consejo Regional.
En las elecciones generales de 2013, VdA eligió a ambos parlamentarios del Valle de Aosta: Albert Lanièce (UV, VdA) derrotó a Patrizia Morelli (Autonomía Libertad Participación Ecología, ALPE, ALD) con un 37.0% contra un 30.8% para el Senado, mientras que Rudi Marguerettaz (SA, VdA) derrotó tanto a Jean Pierre Guichardaz (PD, ALD) como a Laurent Viérin (Unión Valdostana Progresista-UVP). En las elecciones regionales de 2013, la coalición obtuvo el 47.9% de los votos y mantuvo su mayoría absoluta en el Consejo Regional. Solo los UV y SA obtuvieron electos, mientras que la FA pronto se retiró y la mayoría de sus miembros se unieron a la UV, a través de un partido efímero llamado "Crear VdA".
En julio de 2015, el gobierno regional, dirigido por Augusto Rollandin desde 2008 (Rollandin había sido presidente del Valle de Aosta en 1984-1990), se amplió con el centroizquierdista PD. En junio de 2016, después de meses de negociaciones, al gobierno se unió también la UVP. En marzo de 2017, la UVP, SA, Autonomía Libertad Participación Ecología (ALPE) y Por Nuestro Valle (PNV) formaron un nuevo gobierno sin la UV, bajo la presidencia de Pierluigi Marquis (SA). En octubre, Marquis renunció y fue reemplazado por L. Viérin (UVP) al frente de una coalición compuesta por la UV, la UVP, el PD y por Edelweiss Popular Autonomista Valdostano (EPAV). el último formado por un grupo de escindidos pro-UV de SA que no había apoyado al gobierno de Marquis en primer lugar.
En las elecciones generales de 2018, VdA, también conocida como Tradición y Progreso (Tradition et progrès–Vallée d'Aoste, TP–VdA), estaba compuesta por UV, UVP, PD y EPAV, como en el gobierno regional. El candidato para el Senado fue Lanièce (UV) y para la Cámara Alessia Favre (UVP). Lanièce fue reelecto al Senado con un 25.8% contra un 23.2% de su oponente más cercano, Luciano Mossa del Movimiento 5 Estrellas (M5S), mientras que Favre obtuvo el 21.7% de los votos y eso no fue suficiente para vencer a Elisa Tripodi del M5S, que fue así elegida para la Cámara. Fue la primera vez que ganó un candidato no apoyado por un candidato regionalista.

## Partidos miembros
Para las elecciones generales de 2018, la coalición estaba compuesta por los siguientes partidos:
| Partido | Partido                                         | Ideología        |
| ------- | ----------------------------------------------- | ---------------- |
|         | Unión Valdostana (UV)                           | Regionalismo     |
|         | Unión Valdostana Progresista (UVP)              | Regionalismo     |
|         | Partido Democrático del Valle de Aosta (PD)     | Socialdemocracia |
|         | Edelweiss Popular Autonomista Valdostano (EPAV) | Regionalismo     |